# Alex Gérardin
Alex Gérardin (* 8. Juli 1947 in Aiglemont) ist ein ehemaliger französischer Radrennfahrer und nationaler Meister im Radsport.

## Sportliche Laufbahn
Gerardin war Spezialist für Querfeldeinrennen (heutige Bezeichnung Cyclocross). 1975 gewann die nationale Meisterschaft im Querfeldeinrennen vor Walter Ricci. 1977 und 1980 holte er den Titel vor Robert Alban. 1971, 1981 und 1982 wurde er Vize-Meister.
Bei den Cyclocross-Weltmeisterschaften 1971 wurde er 18., 1972 17., 1973 19., 1974 7., 1975 17., 1976 21., 1977 7., 1978 8. und 1979 39. bei den Amateuren. Bei den Berufsfahrern wurde er 1980 8., 1981 16. und 1982 16. der Cyclocross-Weltmeisterschaften.